# Erich Löwenhardt
Erich Löwenhardt (Breslau, 7 de abril de 1897 — Chaulnes, 10 de agosto de 1918) foi um aviador alemão com 54 vitórias durante a Primeira Guerra Mundial, ficando atrás apenas de Manfred von Richthofen e Ernst Udet.
Originalmente se alistando em um regimento de infantaria, apesar de ter apenas 17 anos, lutou na Batalha de Tannenberg, vencendo uma comissão no campo de batalha em 2 de outubro de 1914. Ele serviria nos Cárpatos e na Frente Italiana antes de receber alta médica em meados de 1915. Após uma recuperação de cinco meses, Loewenhardt ingressou no Serviço Aéreo Imperial Alemão em 1916. Depois de servir como observador aéreo e piloto de reconhecimento, ele passou por treinamento avançado para se tornar um piloto de caça com Jagdstaffel 10 em março de 1917. Entre 24 de março de 1917 e 10 de agosto de 1918, Loewenhardt derrubou 45 aviões inimigos, além de destruir nove balões de observação. Pouco depois de sua vitória final, ele foi morto em uma colisão em voo com outro piloto alemão.

## Início da vida e serviço
Erich Loewenhardt (outras grafias Löwenhardt, Lowenhardt) nasceu em Breslau, Silésia, Império Alemão em 7 de abril de 1897, filho de um médico. Ele recebeu sua educação em uma escola militar em Lichterfelde. Ele tinha 17 anos quando a Primeira Guerra Mundial começou em agosto de 1914 e foi designado para o Regimento de Infantaria Nr. 141; ele viu a ação da infantaria na Frente Oriental com eles. O jovem Loewenhardt foi ferido perto de Łódź, mas permaneceu em serviço como porta-estandarte de seu regimento enquanto lutava na Batalha de Tannenberg. Como recompensa por sua coragem, em 2 de outubro de 1914 ele foi comissionado. Em 30 de outubro, ele foi ferido e condecorado com a Cruz de Ferro de Segunda Classe. Depois de convalescer, ele voltou para sua unidade nos Cárpatos. Em maio de 1915 ele recebeu a Cruz de Ferro 1ª Classe por salvar a vida de cinco homens feridos. Loewenhardt então foi transferido para o Corpo Alpino na Frente Italiana. No entanto, ele adoeceu e foi invalidado do serviço como inapto para o serviço.

## Honrarias
- 1914 - Cruz de Ferro de segunda e primeira classe.
- 1818 - Pour le Mérite